# Куньи Выселки
Куньи Выселки — деревня в городском округе Серебряные Пруды, Московской области.

## География
Находится в южной части Московской области на расстоянии приблизительно 18 км на юг по прямой от окружного центра поселка Серебряные Пруды.

## История
Известна с 1857 года, в 1916 году отмечено 83 двора, в 1974 — 29. В советское время работал колхоз им. Куйбышева. Рядом с деревней расположены садоводческие товарищества «Куньи Выселки» и «Русское поле». В период 2006—2015 годов входила в состав сельского поселения Мочильское Серебряно-Прудского района.

## Население
Постоянное население составляло 346 (1857 год), 634 (1916), 77 (1974), 17 в 2002 году (русские 100 %), 21 в 2010.